# Poljšak, Gameljščica
Poljšak je potok, ki izvira v naselju Skaručna, nedaleč stran pa se v vasi Povodje združi s potokom Dobrava. Skupna struga se v bližini naselja Zgornje Gameljne (med hriboma Šmarna gora in Rašica) steka v strugo Gameljščice - ta pa se nedaleč od tod kot levi pritok izliva v reko Savo.